# Numicia punctula
Numicia punctula är en insektsart som beskrevs av Melichar 1914. Numicia punctula ingår i släktet Numicia och familjen Tropiduchidae. Inga underarter finns listade i Catalogue of Life.